# 阿南市立椿町中学校
阿南市立椿町中学校 （あなんしりつ つばきまちちゅうがっこう）は、徳島県阿南市椿町宮ヶ谷にある公立中学校。

## 概要
- ウミガメ保護活動をしている。1年生は入学後すぐにウミガメ学習の一環として蒲生田海岸を清掃している。毎年6月第一日曜日に地元ボランティアと一緒に蒲生田海岸を清掃している[1]。
- 2016年5月13日、椿町中学校と椿、椿泊の両小学校3～6年の児童と合同体力テストを実施。2013年から椿町中学校で毎年実施している[2]。

## 基礎データ
全校生徒数
- 25人（平成26年度）[3]

教育目標
- 知・徳・体の調和のとれた人間性豊かな生徒の育成。

通学区域
- 阿南市

椿町、椿泊町

## 沿革
- 2011年（平成23年） 環境美化教育優良校選出。環境大臣賞受賞。
- 2013年（平成25年） 小中一貫教育事業開始。
- 2025年（令和7年） 廃校。阿南市立阿南第二中学校に編入。

## 校訓
- 強く
- 正しく
- 和やかに

## 部活動
- バレー部（男子）
- 卓球部（女子）
- 水泳部

## 通学区域が隣接している学校
- 阿南市立福井中学校
- 美波町立由岐中学校 （伊座利分校の区域を含む）
- 阿南市立阿南第二中学校 （海を挟んで隣接）